# Michel Le Bris
 (août 2018).
Si vous disposez d'ouvrages ou d'articles de référence ou si vous connaissez des sites web de qualité traitant du thème abordé ici, merci de compléter l'article en donnant les références utiles à sa vérifiabilité et en les liant à la section « Notes et références ».
Pour les articles homonymes, voir Le Bris.
Michel Le Bris, né le 1er février 1944 à Plougasnou et mort le 30 janvier 2021 à La Couyère, est un écrivain et essayiste français. Spécialiste de Robert Louis Stevenson, il est également organisateur du festival littéraire de Saint-Malo « Étonnants Voyageurs » qu'il a créé en 1990.

## Biographie

### Militantisme et journalisme
Michel Le Bris naît le 1er février 1944 à Plougasnou en Bretagne.
Dans sa jeunesse, il est maoïste. Diplômé d'HEC en 1967, il devient rédacteur en chef de la revue Jazz Hot de 1968 à 1969, alors qu'il s'était indigné, comme simple lecteur, du traitement que la revue avait réservé à Albert Ayler. Dans le même temps, de 1967 à 1970, il fait partie de l'équipe du Magazine littéraire naissant, réunie par Jean-Jacques Brochier.
Il publie en 1970, sous le pseudonyme de Pierre Cressant, un essai sur Levi-Strauss. Directeur de La Cause du peuple — relais presse de la Gauche prolétarienne — en 1970, après l'arrestation du précédent directeur, Jean-Pierre Le Dantec, il est condamné à 8 mois de prison en 1971. Jean-Paul Sartre ayant pris sa suite, sans que le gouvernement ose l'interpeller, cette affaire prend une dimension internationale.
À sa sortie de prison, il participe activement au journal J'Accuse, qui compte dans son comité de rédaction Jean-Paul Sartre, Michel Foucault, Jean-Luc Godard, André Glucksmann, Christian Jambet, Jacques-Alain Miller, Jean-Claude Milner, Jean Rolin, Francis Bueb et qui sera une des matrices du futur quotidien Libération. En désaccord avec la ligne de la Gauche prolétarienne sur la ligne éditoriale de J'Accuse, il quitte le mouvement la même année pour s'installer en Languedoc, près de Carcassonne, où il demeure jusqu'en 1978.
Pendant cette période il publie Occitanie : Volem Viure !, Les Fous du Larzac, La Révolte du Midi, en collaboration avec les comités d'actions viticoles, et sera la plume du chanteur occitan Martí pour son livre Homme d'oc (1974).
Cofondateur de Libération en avril 1973, il crée en 1974 et dirige avec Jean-Paul Sartre la collection « La France sauvage », d'abord aux éditions Gallimard puis aux Presses d'aujourd'hui. C'est dans cette collection que paraissent les premiers entretiens entre Jean-Paul Sartre et Benny Lévy (alias Pierre Victor), intitulés On a raison de se révolter. Il collabore également avec ce dernier à son projet d'une série d'émissions pour Antenne 2 sur l'histoire du siècle, qui ne verra jamais le jour.
Il participe au cercle de réflexion sur le fait totalitaire et les voies de dépassement du marxisme qui se forme alors autour de Maurice Clavel (et qui comprend Michel Foucault, Guy Lardreau, Christian Jambet et André Glucksmann).
Collaborateur du Nouvel Observateur de 1978 à 1986, il y tient pendant plusieurs années une chronique hebdomadaire sur les programmes radio, avant d'écrire dans ses pages littéraires. Conseiller littéraire aux éditions Grasset de 1977 à 1981, il y est l'éditeur de Kenneth White, de Hans Christoph Buch (de) et de Peter Schneider.
Il assure la direction des programmes de FR3 Ouest de 1982 à 1985.

### Littérature et édition
En 1977, il publie L'Homme aux semelles de vent, essai qui le fera classer (à tort, dit-il) parmi les « nouveaux philosophes ».
En 1981 paraît Le Paradis perdu puis, la même année, Le Journal du romantisme, qui obtient en 1982 un grand prix de la Société des gens de lettres.
Un voyage en Californie au printemps 1982 sur les pas de petits romantiques devenus chercheurs d'or (aventure qui lui inspirera le roman Les Flibustiers de la Sonore, paru en 1998) lui fait découvrir un épisode peu connu de la vie de Robert Louis Stevenson en Californie. Il publie en 1986 de La Porte d'or, récit de son voyage en Californie, où passent les ombres de Stevenson et de Jack London. La publication d'inédits de Stevenson sur son voyage en Californie (Les Pionniers de Silverado) marque les débuts de sa collaboration aux éditions Phébus, où il joue le rôle de conseiller littéraire. Il fera paraître en 1994 le premier volume de sa biographie de R. L. Stevenson, Les Années bohémiennes.
Parallèlement à une entreprise de réédition ou de publications d'inédits de Stevenson, il multiplie en 1990 les collections : « Voyageurs—Payot », d'abord, qui lance le mouvement des « écrivains-voyageurs » et où il édite une nouvelle génération de travels-writers britanniques (Redmond O'Hanlon (en), Jonathan Raban, Colin Thubron) ou américains (Peter Matthiessen), et fait découvrir Nicolas Bouvier, Ella Maillart, Anita Conti et Patrick Leigh Fermor. Suit « Le Grand Dehors », consacré aux écrivains de la nature, puis, un peu plus tard, la collection « Gulliver » aux éditions Flammarion, et « Étonnants Voyageurs » en 2000 aux éditions Hoëbeke.

### Étonnants Voyageurs
En avril 1990, il lance la revue trimestrielle Gulliver avec Olivier Cohen et Alain Dugrand, avant de créer le mois suivant à Saint-Malo le festival Étonnants Voyageurs, présenté comme le point de ralliement des « petits enfants de Stevenson et de Conrad »[réf. nécessaire]. Aux côtés de Michel Le Bris, ont participé à la naissance du festival Maette Chantrel, Brigitte Morin, Christian Rolland, Gerard Pont et Jean-Claude Izzo. Le Bris est également membre du comité d'honneur de la Maison internationale des poètes et des écrivains, créée à Saint-Malo la même année.
En 1992, un premier Manifeste pour une littérature voyageuse paraît aux éditions Complexe, rassemblant Alain Borer, Nicolas Bouvier, Michel Chaillou, Jean-Luc Coatalem, Alain Dugrand, Gilles Lapouge, Jacques Meunier, Georges Walter, Kenneth White et Michel Le Bris. 
À partir de 2000, il développe à l'étranger une série d'éditions du festival, qui en retour viendront nourrir le festival de Saint-Malo : à Missoula (Montana, USA), le Q.G. des écrivains de l'Ouest américain, à Dublin, à Sarajevo, après la levée du siège en partenariat avec le Centre André-Malraux créé là-bas par Francis Bueb, à Bamako  (Alain Mabanckou, Abdourahman Waberi, Kossi Effoui, Fatou Diome, Sami Tchak, Florent Couao-Zotti, etc.), puis, en 2007, à Port-au-Prince (Haïti) et, en 2008, à Haïfa (Israël). Ce travail aboutit en 2007, à son initiative et à celles de Jean Rouaud, d'Alain Mabanckou et d'Abdourahmane Waberi, au manifeste Pour une littérature-monde en français signé par 45 écrivains de langue française, parmi lesquels J. M. G. Le Clézio et Édouard Glissant, et publié dans les colonnes du Monde le 16 mars 2007. Suit en mai 2007 un ouvrage collectif, sous sa direction et celle de Jean Rouaud, Pour une littérature-monde, aux éditions Gallimard.
Par ailleurs directeur du centre culturel de l'abbaye de Daoulas de 2000 à 2006, il y organise des expositions : « Indiens des plaines » ; « Pirates et flibustiers des Caraïbes » ; « Les Mondes dogons » ; « Fées, elfes, dragons et autres créatures des mondes de féerie » ; « Vaudou, le nom du monde est magie » ; « L'Europe des Vikings » ; « Rêves d'Amazonie » ; « Visages des Dieux, visages des hommes : masques d'Asie ».
Sur la thématique du jazz, il publie en 2008 aux éditions Grasset La Beauté du monde, un roman haut en couleur où il jongle entre Duke Ellington et King Kong, les couleurs fauves d'une ferme en Afrique et Harlem au temps de la prohibition. La même année, le roman est finaliste du prix Goncourt. Parallèlement il publie un album sur le grand illustrateur de Stevenson (entre autres) : N. C. Wyeth, l'esprit d'aventure (Hoebeke). Au printemps 2009 sort Nous ne sommes pas d'ici (Grasset), retour sur son itinéraire intellectuel.
En 2015, il transmet la direction du festival Étonnants Voyageurs à sa fille Mélani,.
Michel Le Bris meurt le 30 janvier 2021 à son domicile de La Couyère (Ille-et-Vilaine),,, et ses obsèques ont lieu cinq jours plus tard à Plouezoc'h (Finistère).
Sa devise était : « Approcher l'étranger que nous sommes à nous-mêmes. »[réf. nécessaire]

### Décorations
- Commandeur de l'ordre des Arts et des Lettres
- Chevalier de la Légion d'honneur

## Œuvre

### Auteur
- Levi-Strauss, 1970 (sous le pseudonyme de Pierre Cressant)
- Occitanie : volem viure! (nous voulons vivre!), 1974
- Les Fous du Larzac, La France Sauvage, 1975
- L'Homme aux semelles de vent, 1977
- Le Paradis perdu, 1981
- Le Journal du romantisme, 1981
- Ys, dans la rumeur des vagues, 1985
- La Porte d'or, 1986
- Dublin, 1986
- Une amitié littéraire : Henry James — Robert Louis Stevenson, 1987 (correspondance et textes)
- La Fièvre de l'or, coll. « Découvertes Gallimard/Histoire » (no 34), 1988
- Au vent des royaumes, 1991
- Pour une littérature voyageuse, 1992 (collectif)
- Le Grand Dehors, 1992
- Robert Louis Stevenson : Les années bohémiennes, 1994 (biographie, tome I)
- Fragments du Royaume, 1995 (entretiens avec Yvon Le Men)
- Bretagne, entre vents et amers, 1996 (sur des photographies de Jean Hervoche)
- Un hiver en Bretagne, 1996
- Écosse, Highlands & Islands, 1998 (sur des photographies de Jean Hervoche, Hervé Glot et Pietr-Paul Koster)
- Les Flibustiers de la Sonore, 1998 (roman)
- L'Ouest américain, territoire sauvage, 1999 (sur des photographies d'Olivier Grunewald)
- Quand la Californie était française, 1999
- Africa, images d'un monde perdu, 1999 (sur des photographies de Martin et Osa Johnson)
- Pour saluer Stevenson, 2000
- Hôtel Puerto, 2001 (avec Alvaro Mutis, Jean Rolin, José Manuel Fajardo, sur des photographies de Philippe Séclier)
- D'or, de rêves et de sang, l'épopée de la flibuste (1494-1588), 2001
- Bretagne du monde entier, 2001
- Le Défi romantique, 2002 (nouvelle édition, revue et augmentée, du Journal du romantisme)
- Yeun Elez, un autre monde, 2003 (sur des photographies de Yann Champeau)
- La Beauté du monde, 2008 (roman)
- N. C. Wyeth : l'Esprit d’aventure, 2008 (album)
- Nous ne sommes pas d'ici, 2009 (autobiographie)
- Dictionnaire amoureux des explorateurs, avec Alain Bouldouyre, 2010
- Rêveur de confins, 2011 (autobiographie)
- Kong, 2017
- Pour l'amour des livres, 2018

### Direction d'ouvrage
- Robert Louis Stevenson, 1995
- Étonnants voyageurs, anthologie Gulliver de la littérature voyageuse, 1999
- Les Indiens des plaines, 2000 (catalogue)
- Pirates et flibustiers des Caraïbes, 2001 (catalogue)
- L'Aventure de la flibuste, 2002 (colloque)
- Les Mondes Dogon, 2002 (catalogue, dir. avec Moussa Konaté)
- Fées, elfes, dragons et autres créatures des mondes de féerie, 2002 (catalogue, dir. avec Claudine Glot)
- Vaudou, le nom du monde est magie, 2003 (catalogue)
- L'Europe des Vikings, 2004 (catalogue, dir. avec Claudine Glot)
- Rêves d'Amazonie, 2005 (catalogue, dir. avec Pascal Dibie)
- Visages des Dieux, visages des hommes : masques d’Asie, 2006 (catalogue, dir. avec Jacques et Sylvie Pimpaneau)
- Pour une « littérature-monde », 2007 (collectif, en co-dir. avec Jean Rouaud)

### Édition d’œuvres de Stevenson
- La Route de Silverado (trad. de l'anglais), Paris, Phébus, 1987, 509 p. (ISBN 2-85940-086-9)
- Essais sur l'art de la fiction, Paris, La Table Ronde, 1988, 440 p. (ISBN 2-7103-0355-8)
- Ceux de Falesa, Paris, La Table Ronde, 1990, 231 p. (ISBN 2-7103-0446-5)
- À travers l'Écosse (trad. de l'anglais), Bruxelles, Éditions Complexe, 1992, 237 p. (ISBN 2-87027-443-2)
- Janet la Revenante et autres nouvelles écossaises (trad. de l'anglais), Bruxelles/Évry, Éditions Complexe, 1992, 236 p. (ISBN 2-87027-442-4)
- Les Nouvelles Mille et Une Nuits, Phébus, 1992 (ISBN 2-85940-252-7, 2859402551 et 285940256X)
- L'Appel de la route (Intégrale des récits de voyage) (trad. de l'anglais), Paris, Grande Bibliothèque Payot, 1994, 1419 p. (ISBN 2-228-88769-2)
- Fanny Stevenson, Le Voyage de la Janet Nicholl, Payot, 1994
- L'Esprit d'aventure, Phébus, 1994
- Une ancienne chanson (trad. de l'anglais), Bruxelles/Paris, Éditions Complexe, 1992, 82 p. (ISBN 2-87027-527-7)
- Les Pleurs de Laupepa : en marge de l'histoire, huit années de troubles aux Samoa (trad. de l'anglais), Paris, Payot, 1995, 317 p. (ISBN 2-228-88857-5)
- Lettres du Vagabond (correspondance inédite, tome 1) (trad. de l'anglais), Paris, NiL éditions, 1994, 807 p. (ISBN 2-84111-002-8)
- Lettres des mers du Sud (correspondance inédite, tome 2) (trad. de l'anglais), Paris, NiL éditions, 1995, 949 p. (ISBN 2-84111-016-8)
- Les Naufragés de Soledad et autres textes (trad. de l'anglais), Paris, L'Herne, 1998, 149 p. (ISBN 2-85197-345-2)
- La Flèche noire, Phébus, 1999 (ISBN 978-2-85940-566-3 et 2-85940-566-6)
- Intégrale des nouvelles (trad. de l'anglais), Paris, Phébus, 2001, 763 p. (ISBN 2-85940-741-3 et 2-85940-742-1)
- Le Trafiquant d'épaves : roman (trad. de l'anglais), Paris, Phébus, 2005, 436 p. (ISBN 2-7529-0091-0)

### Autres éditions critiques
- Meriwether Lewis et William Clark, La Route de l'Ouest (Journaux, vol. 1), Phébus, 1993
- Meriwether Lewis et William Clark, Le Grand Retour (Journaux, vol. 2), Phébus, 1993
- Jean-Baptiste Labat, Voyage aux Isles : chronique aventureuse des Caraïbes, Paris, Phébus, 1993, 463 p. (ISBN 2-85940-281-0)
- William Dampier (trad. de l'anglais), Le Grand Voyage, Paris, Phébus, 1993, 399 p. (ISBN 2-85940-285-3)
- Victor Segalen, Voyages au pays du Réel : Œuvres littéraires, Bruxelles, Complexe, 1995, 1230 p. (ISBN 2-87027-575-7, lire en ligne)
- Œxmelin, Les Flibustiers du Nouveau Monde : histoire des flibustiers et boucaniers qui se sont illustrés dans les Indes, Paris, Phébus, 1996, 364 p. (ISBN 2-85940-423-6)
- Victor Hugo, Le Rhin, Pirot éditions, 1996 (ISBN 2-86808-095-2, 2868080960 et 2868080979)
- Assassins, hors la loi, brigands de grands chemins ( Mémoires et aventures de Lacenaire, Vidocq, Macaire et Mandrin), Bruxelles/Paris, Complexe, 1996, 1183 p. (ISBN 2-87027-606-0)

### Prix
- Grand prix Madeleine-Cluzel de la Société des gens de lettres et prix du plus beau livre d'art de l’année (en Suisse) pour Le Journal du romantisme
- Prix Ouest 2009 du Printemps du livre de Montaigu remis le samedi 28 mars 2009 par Michel Ragon, président du Prix Ouest, à Montaigu[10]
- Grand prix de littérature Henri-Gal 2019 pour Pour l’amour des livres et l'ensemble de son œuvre.

### Condamnation pour contrefaçon
En 2002, Michel Le Bris est condamné pour son essai D'or, de rêves et de sang, l'épopée de la flibuste 1494-1588, pour « contrefaçon partielle et limitée » à payer 5 000 euros à titres de dommages et intérêts, à l'universitaire rochelais, Mickaël Augeron, auteur de recherches sur la flibuste et la piraterie.

## Audio-visuel

### Radio (feuilletons)
- L'Insurrection romantique sur France Culture, 1978 (série de 10 émissions)
- Stevenson en Californie sur France Culture, 1981 (dramatique en 10 épisodes)
- Stevenson, le rebelle sur France Culture, 1995 (dramatique en 10 épisodes)
- Les Dits du vent et de la brume sur France Culture, 1997 (dramatique en dix épisodes)
- Chercheurs d'or, rêveurs de royaume sur France Culture, 1999 (série de 25 émissions de 26 minutes environ)
- À l'abordage ! sur France Inter, 2001 (25 émissions de 45 minutes)
- Les Années Jungle sur France Culture avec Patrice Blanc-Francard, août 2009 (25 émissions de 60 minutes)
- 2010 : Coproducteur avec Patrice Blanc-Francard de Fifties - Les années 50, 25 émissions de 60 min sur France Culture

### Télévision
- Ys, dramatique F3, 1978, réal. Renaud Saint-Pierre
- Bretagne, la deuxième révolution, documentaire F 3, réal. Serge Aillery
- Jack London, l'enfant rebelle du rêve californien, portrait, documentaire F3, réal : Michel Viotte, coll. « Un siècle d'écrivains », Gedeon programmes
- John Steinbeck, ou le génie du lieu, portait, documentaire F3, réal : Alain Gallet, coll. « Un siècle d'écrivains », Gédéon production
- Les Anges noirs de l'utopie, soirée Arte sur la piraterie, réal. Michel Viotte, Nestor production.
- Les Amants de l’aventure, Arte, documentaire de 90 min, réal. Michel Viotte, 1999, Nestor productions
- Les Aventuriers des mers du Sud, Arte, dramatique de 2 x 90 min, réal. Daniel Vigne, 2006, Exilène Productions